# Southrepps
Southrepps é uma vila e freguesia no distrito de North Norfolk em Norfolk, Inglaterra, cerca de 21,9 milhas (35,2 km) de Norwich.

## Transporte
A via principal é a A140, que vai de Cromer até Needham Market.

## Igreja
A igreja de Worstead, denominada "São James" (Saint James’s).

## Gallery
- Southrepps